# White Tiger (album)
White Tiger è il primo album dei White Tiger, pubblicato nel 1986 per l'etichetta discografica EMC Records. 

## Tracce
1. Rock Warriors (Donato, St. John) 5:38
2. Love / Hate (Donato, St. John) 5:51
3. Bad Time Coming (Donato, St. John) 6:01
4. Runaway (Donato, St. John) 5:00
5. Still Standing Strong (Donato, St. John) 5:26
6. Live To Rock (Donato, St. John) 4:06
7. Northern Wind (Donato, St. John) 5:11
8. Stand And Deliver (Donato, St. John) 4:38
9. White Hot Desire (Donato, St. John) 4:37
10. Rock Warriors [Remix] (Donato, St. John) 5:28 *(Traccia aggiunta nella riedizione del 1999)

## Formazione
- David Donato - voce
- Mark St. John - chitarra
- Michael Norton - basso
- Brian James Fox - batteria